# Wambo puticasus
Wambo puticasus är en skalbaggsart som beskrevs av Peter Geoffrey Allsopp 1988. Wambo puticasus ingår i släktet Wambo och familjen Rutelidae. Inga underarter finns listade i Catalogue of Life.